# Піркс (харонський кратер)
Піркс (англ. Pirx) — кратер на Хароні – супутнику Плутона. Діаметр ≈ 90 км. Його названо МАСом 11 квітня 2018 року на честь пілота Піркса — вигаданого персонажа Станіслава Лема.